# Lycoriella tuomikoskii
Lycoriella tuomikoskii är en tvåvingeart som beskrevs av Werner Mohrig och Boris Mamaev 1978. Lycoriella tuomikoskii ingår i släktet Lycoriella och familjen sorgmyggor.
Artens utbredningsområde är Kazakstan. Inga underarter finns listade i Catalogue of Life.